# Адырна
Адырна (Adyrna) — древнейший казахский многострунный музыкальный инструмент. Использовался древними тюрками и кыпчаками.
Корпус инструмента полый, лицевая сторона обшита выделанной грубой кожей. Изначально делался в форме лука из дерева и кожи. Иногда инструмент стилизовался под рогатых зверей (оленя, марала, козла). Струны адырны из верблюжьей или жильной нити. Длина инструмента 48—50 см, толщина 8—10 см, имеет от 7 до 13 струн. Несколько образцов адырны, изготовленных Д. Шокпарулы, А. Кумаровым, хранятся в Музее музыкальных инструментов им. Ыкыласа.
Техника игры на инструменте — перебор струн пальцами.
- В 1985 году при Алматинской областной филармонии им. Суюнбая был создан фольклорно-этнографический ансамбль, которому было присвоено название древнего музыкального инструмента «Адырна», который был найден при археологических раскопках иссыкских курганов из сакских эпох[3]
- В 2004 году «Казпочта» совместно с почтой Таджикистана издала марки с изображением народных инструментов «Адырна» (казахский) и «Гиджак» (таджикский).
- В 2005 году Нацбанк Республики Казахстан в серии «Прикладное искусство» выпустил серебряную монету номиналом 500 тенге с изображением этого древнего народного музыкального инструмента.[4][5]

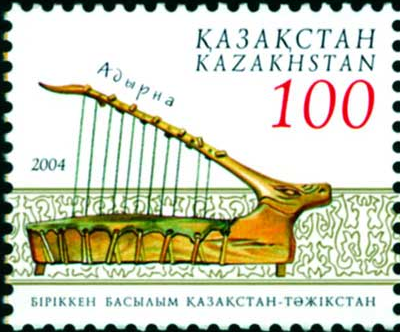
Изображение Адырна на почтовой марки.